# Tales of Ancient Prophecies
Tales of Ancient Prophecies je debutové album švédské powermetalové hudební skupiny Twilight Force. Vydáno bylo 4. června 2014. V japonské verzi se jako bonus objevila coververze na píseň „Eagle Fly Free“ od skupiny Helloween. Album se kromě kladného přijetí hudebními kritiky umístilo také na 29. pozici ve švédské hitparádě Sverigetopplistan.

## Seznam skladeb
Všechny skladby napsal(i) Lynd a Blackwald. 
| Pořadí         | Název                               | Délka |
| -------------- | ----------------------------------- | ----- |
| 1.             | Enchanted Dragon of Wisdom          | 4:33  |
| 2.             | The Power of the Ancient Force      | 5:03  |
| 3.             | Twilight Horizon                    | 4:59  |
| 4.             | The Summoning                       | 0:43  |
| 5.             | Whispering Winds                    | 0:51  |
| 6.             | Fall of the Eternal Winter          | 4:54  |
| 7.             | Forest of Destiny                   | 4:06  |
| 8.             | In the Mighty Hall of the Fire King | 0:55  |
| 9.             | Made of Steel                       | 4:46  |
| 10.            | Sword of Magic Steel                | 1:05  |
| 11.            | Gates of Glory                      | 3:55  |
| Celková délka: | Celková délka:                      | 36:00 |

| Bonus v japonské edici | Bonus v japonské edici           | Bonus v japonské edici |
| Pořadí                 | Název                            | Délka                  |
| ---------------------- | -------------------------------- | ---------------------- |
| 12.                    | Eagle Fly Free (Helloween cover) | 5:27                   |

## Obsazení
- Chrileon – zpěv
- Lynd – kytara
- Borne – baskytara
- Blackwald – klávesy
- Robban Bäck – bicí

Hosté
- Joakim Brodén – zpěv na písních 1, 2, 11
- Kenny Leckremo – zpěv na písni 6